# Opuntia megapotamica
Opuntia megapotamica là một loài thực vật có hoa trong họ Cactaceae. Loài này được Arechav. mô tả khoa học đầu tiên năm 1905.